# Tito Nieves
Humberto Nieves (Río Piedras, Puerto Rico, 4 de junio de 1958), más conocido artísticamente como Tito Nieves, es un cantautor y músico puertorriqueño  de salsa.

## Biografía
Nacido en Río Piedras, Puerto Rico y criado en los Estados Unidos, Tito Nieves empezó su carrera mientras estaba participando en Orquesta Cimarrón, un grupo originario de Nueva York. En 1977, se asoció con el cantante Héctor Lavoe y su Orquesta, y se unió al Conjunto Clásico. Después, Nieves decidió empezar su carrera como solista en 1987, aparte de cantar salsa en inglés. Él es conocido por sus hits como el «El amor más bonito», «Sonámbulo», y el hit de salsa en inglés, «I Like It Like That».
En 1988 se le presentó la oportunidad de grabar para el sello RMM. Su primer gran éxito para la compañía fue el tema «Sonámbulo», una composición de Leo Casino, que aparece en su primer álbum para RMM, titulado The Classic que alcanzó un disco de oro. Con este álbum Tito Nieves definitivamente impuso su estilo interpretativo, lanzándose a conquistar los mercados internacionales, marcando la pauta para otros artistas que luego forman el núcleo de lo que se conoce como «El sonido de Nueva York», abanderado por RMM. 
Yo quiero cantar, el segundo álbum para RMM en 1989, trajo una agradable sorpresa. El tema en inglés «I'll Always Love You», llevado al estilo salsa, se convierte en un éxito en las radioemisoras angloparlantes. Gracias a este y otros temas como «El amor más bonito», el álbum alcanzó las cifras para acreditarlo como disco de oro. Con esta producción, Nieves amplió horizontes haciendo el famoso crossover al mercado anglosajón. 
Su tercera producción «Déjame vivir» en 1991 alcanzó un disco de platino, incluyendo los éxitos «De mí enamórate», «Te amo», «Déjame vivir», «Almohada» y «How To Keep The Music Playing». Su cuarta grabación se lanzó en 1992 con el título Rompecabeza (The Puzzle). Inspirado en el éxito de sus temas en inglés, Tito decidió incluir dos canciones en este lenguaje «Can You Stop the Rain» y «You Bring Me Joy». 
En 1994, salió al mercado su quinto disco, Un tipo común, que fue producido en Puerto Rico por Cuto Soto y contó con arreglos de Ramón Sánchez, Julito Alvarado, Louis García y el mismo Cuto. La producción incluyó el tema «No me vuelvo a enamorar» del mexicano Juan Gabriel y con arreglos de Sergio George. Otra de las sorpresas del álbum fue la versión de Tito del tema clásico de Selena «No me queda más». 
Tito Nieves definitivamente tuvo un fuerte impacto en el mercado anglosajón con su sexta producción grabada toda en inglés en 1996. «I Like It Like That», este tema lo llevó a grandes escenarios tales como el programa VIBE de la cadena televisiva UPN.
Los hits del álbum Fabricando fantasías (2004) incluyen «Fabricando fantasías» y «Ya no queda nada» con La India, Nicky Jam, y K-Mil. El tema «Fabricando Fantasías» fue dedicado a uno de sus hijos, que falleció a causa del cáncer. En ese año fue condecorado por el Congreso de la República de Perú.
En 2005, lanzó Hoy, mañana y siempre, que contiene los éxitos «Esa boquita», «Si no fuera él» y «Tu belleza».
En 2007, lanzó Canciones Clásicas de Marco Antonio Solís, un tributo al cantautor mexicano Marco Antonio Solís.

## Discografía

### Álbumes
- The Classic (1988)
- Yo quiero cantar (1989)
- Déjame vivir (1991)
- Rompecabeza (The Puzzle) (1992)
- Un tipo común (1994)
- I Like It Like That (1996)
- Serie Cristal Greatest Hits (1997)
- Dale cara a la vida (1998)
- Clase aparte (1999)
- Así mismo fue (2000)
- En otra onda (2001)
- The Best (2001)
- Muy agradecido (2002)
- Todo éxitos (2002)
- Éxitos eternos (2003)
- Fabricando fantasías (2004)
- Serie Top 10 (2004)
- 25 aniversario (2004)
- Hoy, mañana y siempre (2005)
- Pura salsa (2006)
- En vivo (2007)
- Canciones clásicas de Marco Antonio Solís (2007)
- La historia... mis éxitos (2007)
- Dos canciones clásicas de Marco Antonio Solís (2008)
- Tito y su banda (2021)
- The Greatest Ever Salsa (2008)
- Entre familia (2010)
- Mi última grabación (2011)
- Que seas feliz (2012)
- Mis mejores recuerdos (2013)
- En dos idiomas (2015)
- Canciones que no se olvidan (2017)
- Navidad a mi estilo (2017)
- Una historia musical (2018)

## Televisión
- El Cartel 2 (2010) , el mismo .
- La voz Perú (2021), como asesor de Daniela Darcourt[2]